# Li Pin
Pour les articles homonymes, voir Li Pin.
 Li Pin (chinois : 顾况 ; chinois traditionnel : 顧況 ; pinyin : Li Pin ; Wade : Li Pin), avec le nom de courtoisie Dexin (德新), est un personnage politique important et un poète de la fin de la dynastie Tang. Il est originaire de Shouchang, préfecture de Muzhou (aujourd’hui bourg de Lijia, ville de Jiande, Zhejiang). Il gouverne par la morale et la loi, et est profondément aimé du peuple.

## Biographie
Certaines sources donnent 818 p. 499 comme date de naissance alors que d’autres disent qu’elle est inconnue. Dès l’enfance, Li Pin lit des classiques et de la poésie, il est érudit, perspicace et doté d’une excellente mémoire. Il tente à plusieurs reprises de passer les examens impériaux pour obtenir son diplôme de jinshi. Ce n’est qu’en 854 qu’il réussit les examens. Il est ensuite nommé lecteur-correcteur et participe au secrétariat du bureau militaire de Qianzhong. Après la dissolution du secrétariat, il retourne à l’est et est nommé greffier à Nanling. Puis, après avoir été nommé à l’essai comme juge, il est promu magistrat du district de Wugong en 864. Quand survient une année de disette, Li Pin ouvre les greniers officiels pour secourir les sinistrés, puis il restaure le barrage de Liumen, engageant les villageois pour dégager le barrage de Liumen, et détourner l’eau selon l’ancien tracé pour irriguer les champs. L’empereur Yizong des Tang le récompense de cette initiative en lui remettant un vêtement pourpre et d’un poisson d’argent. Puis, il le transfère à la capitale comme censeur impérial en 872. Ensuite, il est promu au poste important de fonctionnaire auxiliaire du ministère de la Justice.
Sous l’ère Qianfu (874-879), Li Pin présente une pétition pour se recommander pour le poste de gouverneur de Jianzhou (préfecture) (aujourd’hui Jian'ou, Fujian). À cette époque, la situation à Jianzhou est très chaotique : l’armée rebelle de Huang Chao est présente, les eunuques de la cour usurpent le pouvoir, les bandits pullulent et l’administration locale est inefficace. En 875, Li Pin obtient sa nomination à ce poste à Jianzhou. Il met en place d’abord des règlements pour l’administration et l’éducation, renforce la discipline des fonctionnaires, punit les bandits, fait respecter à la fois la morale et la loi, ce qui permet à la société de Jianzhou de retrouver la stabilité et à la population de vivre en paix. Ses réalisations sont remarquables et la population prospère.
En 876, la troisième année de Qianfu, il meurt de maladie en fonction. Toute la ville de Jianzhou est en deuil et un temple sur le mont Liyue est construit pour le vénérer

## Poésie
Li Pin compose de nombreux poèmes au cours de sa vie, dont la plupart ont été perdus. Il excelle en poésie et est ami avec Fang Gan, Xue Neng, le moine-poète Chumo, Zheng Gu et les « Dix sages de Xiantong », particulièrement doué pour les formes poétiques récentes, il compose avec soin et raffinement, disant de lui-même : « Je n’ai consacré toute ma vie qu’à ciseler des vers de cinq caractères. »,.
Les critiques de toutes les époques ont qualifié la poésie de Li Pin de « fraîche et saisissante », « élégante et profonde ».
« À l’embouchure de la Xiang, adieux à un ami » (湘口送友人), l’une des œuvres représentatives de Li Pin, a reçu les éloges des poètes de toutes les époques. Voir ci-dessous.

### Liste des œuvres
- Recueil poétique de Liyue, existe encore aujourd’hui ; édité et publié par Wang Ye en 1239. Note : Wang Ye trouva 195 poèmes de Li dans une librairie de la capitale, les rassembla dans le « Recueil poétique de Liyue » et rédigea une préface.
- L'anthologie Poésie complète des Tang (全唐诗) conserve trois volumes et deux poèmes supplémentaires de Li Pin ; soit 208 poèmes de Li Pin.
- Le Supplément à Poésie complète des Tang (全唐诗补编) ajoute six poèmes et deux vers isolés[6].

Les critiques de toutes les époques ont qualifié la poésie de Li Pin de « fraîche et saisissante », « élégante et profonde ».

### Poème
| Chinois 中流欲暮见湘烟， 苇岸无穷接楚田 去雁远冲云梦雪 离人独上洞庭船。 | Traduction libre À l’embouchure du Xiang, je dis adieu à mon ami Le crépuscule tombe sur la rivière Xiang, la brume apparaît, Les roseaux du rivage se marient aux champs de Chu. Les oies sauvages traversent au loin la neige de Yunmeng, Sur un bateau du lac Dongting, l’homme seul monte. |
| 风波尽日依山转 星汉通霄向水连 零落梅花过残腊 故园归醉及新年 .           | Vents et vagues, toute la journée tournent autour de la montagne, La Voie lactée, toute la nuit, se mêle à l’eau. Les fleurs de pruniers tombent, l’hiver achève, L’ivresse du retour au pays accompagne le Nouvel An.                                                                         |